# Le Passage de la ligne
Le Passage de la ligne est un roman de Georges Simenon, paru en 1958 aux Presses de la Cité.
Simenon achève ce roman à Noland, Échandens (canton de Vaud), en Suisse, le 27 février 1958.

## Résumé
Steve Adams a passé trois fois la ligne, non pas celle de l'équateur, mais la ligne de démarcation qui sépare un état social d'un autre qui lui est supérieur. Parvenu à l'âge de 50 ans, il éprouve le besoin de dire ce que fut pour lui cette triple exploration.
Enfant de parents divorcés, Steve a connu en Normandie, chez ses grands-parents maternels, dont la gêne était voisine de la misère, une solitude qui a fait naître en lui un irrépressible besoin d'évasion. Après une adolescence ballottée où il ne trouve un peu d'affection
que chez sa tante Louise, il rejoint son père qui s'est remarié en Angleterre, puis revient en France pour échouer au lycée de Niort, la ville où travaille sa mère, qu'il voit rarement. Il interrompt les examens du premier bac pour gagner Paris. 
Engagé comme garçon de course, il découvre la grande ville, se frotte à la vie de la rue, mais évite de se lier, sinon pour de brèves expériences sexuelles. Jusqu'au moment où, après trois années, il rencontre son premier « passeur », M. Haags, un voleur de bijoux professionnel très organisé, qui lui propose un emploi assez original consistant à fréquenter les grands hôtels, de Deauville à
la Côte, pour lui préparer ses coups. Devenu un « assistant » aussi discret
qu'efficace, Steve pénètre dans le monde de la richesse. 
M. Haags disparaît et Steve, après l'acquisition d'une luxueuse Amilcar, se retrouve secrétaire particulier de Gabrielle D., une femme d'affaires à l'existence survoltée. Par elle, c'est le monde des gens puissants que Steve côtoie. Ce second passage de la ligne prend fin avec la guerre de 1940 qui envoie Mme D. aux États-Unis et Steve Adams dans la marine britannique, car il est de nationalité anglaise. 
Rentré à Paris après la guerre, âgé de 37 ans, il monte, grâce à l'expérience acquise, une société de publicité : la réussite est totale. Ce troisième passage de la ligne – qu'il effectue seul – coïncide avec le mariage de Steve qui épouse une jeune fille de 22 ans, issue d'une très honorable famille bourgeoise. 
C'est alors que se produit la cassure : Steve se sent prisonnier de ce destin trop accompli. Brusquement, en 1953, il quitte femme et fortune pour se réfugier près de Toulon où il ouvre un petit commerce d'antiquaire. Sans pouvoir toutefois se déprendre de l'impression qu'il n'y est pas à sa place, qu'il joue le rôle d'un usurpateur.

## Aspects particuliers du roman
Récit à la première personne, sous forme de mémoires que le narrateur écrit pour d’autres. Les faits, relatés dans l’ordre de leur succession, sont entrecoupés, surtout dans les deuxième et troisième parties, par une introspection du héros qui cherche à situer les étapes de son destin dans les « cases » de la société. On notera des retours intermittents vers l’enfance avec, en filigrane, l’absence de la mère. 
On notera aussi des remarques sur la géographie humaine des quartiers de Paris, sur le protocole vestimentaire  des écumeurs de palaces, sur l’invasion de la publicité dans les années 1930. 

## Fiche signalétique de l'ouvrage

### Cadre spatio-temporel

#### Espace
Saint-Saturnin (près de Bayeux). Tottenham Corner (près de Londres). Niort. Paris. Hyères. Références à Cherbourg, Caen, Poitiers et Cannes.

#### Temps
Entre 1908 et 1953.

### Les personnages

#### Personnage principal
Steve Adams, de père anglais et de mère française. Emplois successifs (voir résumé). Marié puis séparé, pas d’enfants. 49 ans.

#### Autres personnages
- Gary Adams, Anglais, officier-comptable sur un navire britannique, père de Steve
- Antoinette Nau, ancienne serveuse de bar à Cherbourg, divorcée de Gary Adams, puis gouvernante-maîtresse du juge Gérondeau à Niort, mère de Steve
- Tante Louis, sœur d’Antoinette
- Alvin Haags, escroc international, sans mention de nationalité
- Gabrielle D., femme d’affaires, deux fois veuve, la cinquantaine
- Laure, épouse de Steve.

## Éditions
- Édition originale : Presses de la Cité, 1958
- Tout Simenon, tome 9, Omnibus, 2002  (ISBN 978-2-258-06050-0)
- Livre de Poche, n° 35050, 2008  (ISBN 978-2-253-14320-8)
- Romans durs, tome 10, Omnibus, 2013  (ISBN 978-2-258-09397-3)
- Romans durs, tome 10, Omnibus, 2023  (ISBN 978-2-258-20267-2)

## Source
- Maurice Piron, Michel Lemoine, L'Univers de Simenon, guide des romans et nouvelles (1931-1972) de Georges Simenon, Presses de la Cité, 1983, p. 200-201  (ISBN 978-2-258-01152-6)